# محمود نادر
محمود نادر لاعب كرة قدم قطري.

## مسيرة اللاعب
لعب في نادي السد ونادي الريان ونادي أم صلال ونادي الخور.